# Pemagacel
Pemagacel (dżong. པད་མ་དགའ་ཚལ་རྫོང་ཁག་) – jeden z 20 dystryktów w Bhutanie. Znajduje się w południowo-wschodniej części kraju.